# Nye Jordal Amfi
Das Nye Jordal Amfi (deutsch Neues Jordal-Amphitheater) ist eine Mehrzweckhalle im Stadtviertel Jordal der norwegischen Hauptstadt Oslo. Die Halle liegt im Jordal Idrettspark (deutsch Jordal-Sportpark) und ist die Heimspielstätte des Eishockeyvereins Vålerenga Ishockey aus der Fjordkraftligaen.

## Geschichte
Das 1951 eröffnete Jordal Amfi wurde ab dem 26. Januar 2017 abgerissen. Im Mai desselben Jahres begannen an derselben Stelle die Arbeiten für den Nachfolgebau mit 5300 Plätzen. Für den Entwurf der neuen Veranstaltungshalle war das Architekturbüro Hille Melbye Arkitekter AS verantwortlich. Einige Elemente wie die asymmetrische Tribünen- oder Dachform wurden vom alten Jordal Amfi übernommen. Die neue Halle ist als Passivhaus konzipiert und soll, obwohl größer, nur rund ein Drittel der Energie des Jordal Amfi verbrauchen. Eine der Anforderungen der Stadt Oslo an die Unternehmen war ein Bau ohne fossile Brennstoffe. Alle Baumaschinen wurden elektrisch oder mit Biodiesel betrieben. Gleiches galt auch für die Beheizung und Trocknung des Baus. Auf dem Dach befinden sich Solarmodule und darüber hinaus ist es begrünt. Zur weiteren Ausstattung gehören u. a. Zonen mit Klimatrennern, Energiemanagementsysteme und automatische Sonnenschutzanlagen.
Am 25. September 2020 wurde der Neubau eingeweiht. Vålerenga Ishockey bestritt am 10. Oktober des Jahres seine erste Partie im Nye Jordal Amfi gegen den Stadtrivalen Grüner IL und gewann mit 4:1. Aufgrund der Beschränkungen durch die COVID-19-Pandemie waren nur 200 Zuschauer zugelassen.
Vom 2. bis 10. Oktober wurden die Ringer-Weltmeisterschaften 2021 in der Halle ausgetragen. Die Sportarena ist als eine von insgesamt sechs Spielstätten der Handball-Weltmeisterschaft der Frauen 2023 in Norwegen, Schweden und Dänemark vorgesehen.

## Galerie

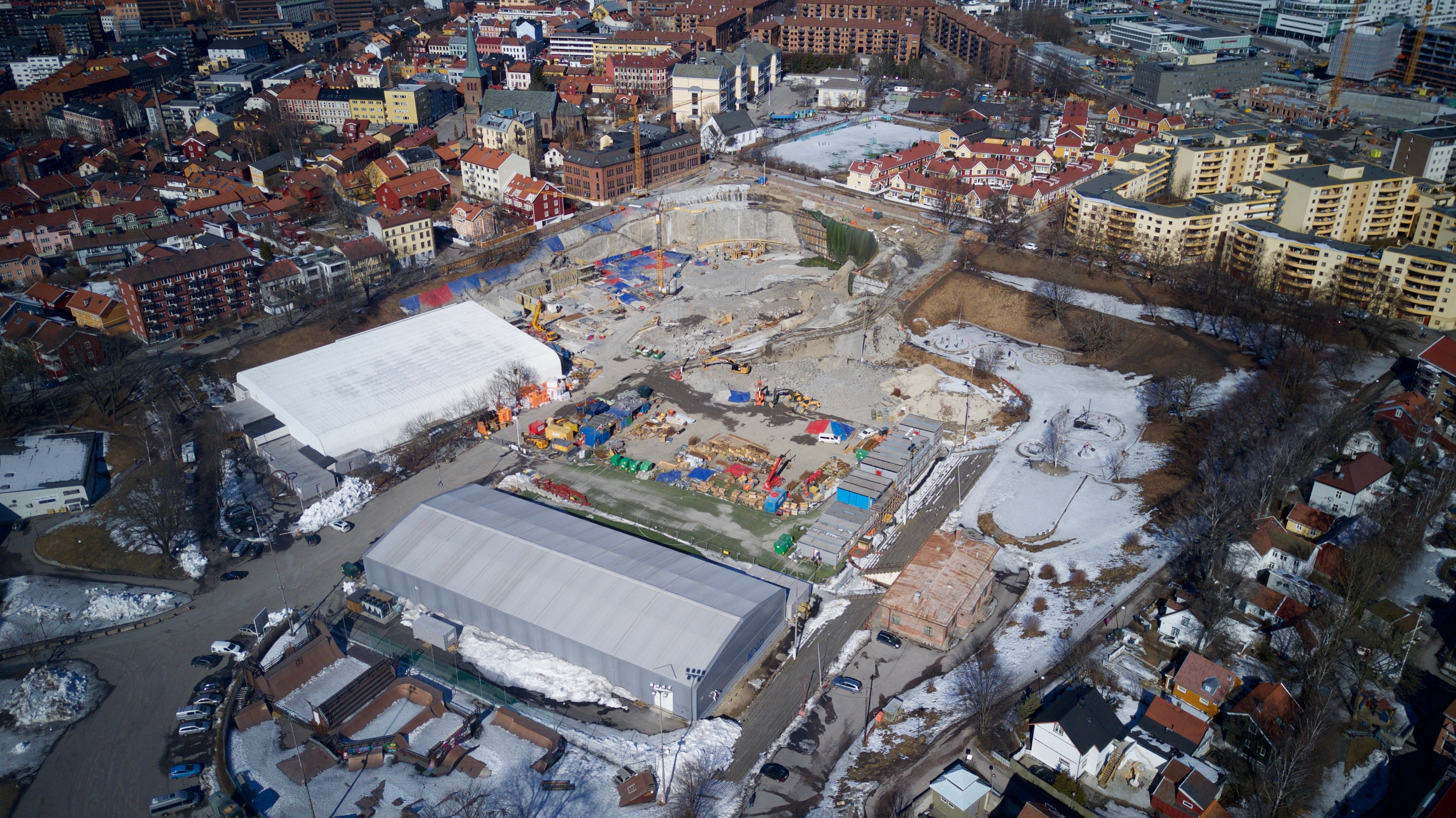
Die Baustelle im April 2018
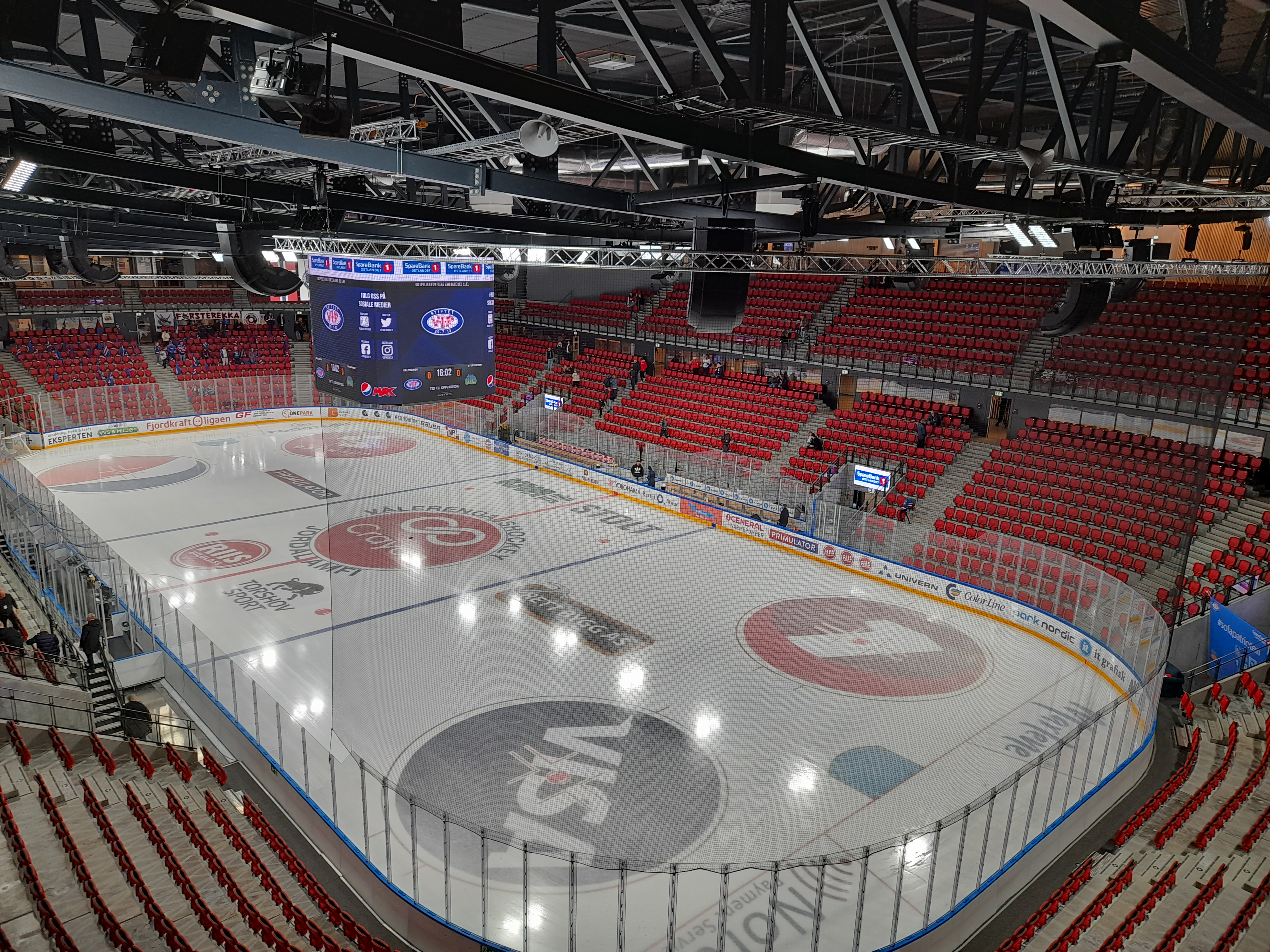
Blick in den Innenraum von Eingang 4A im November 2021
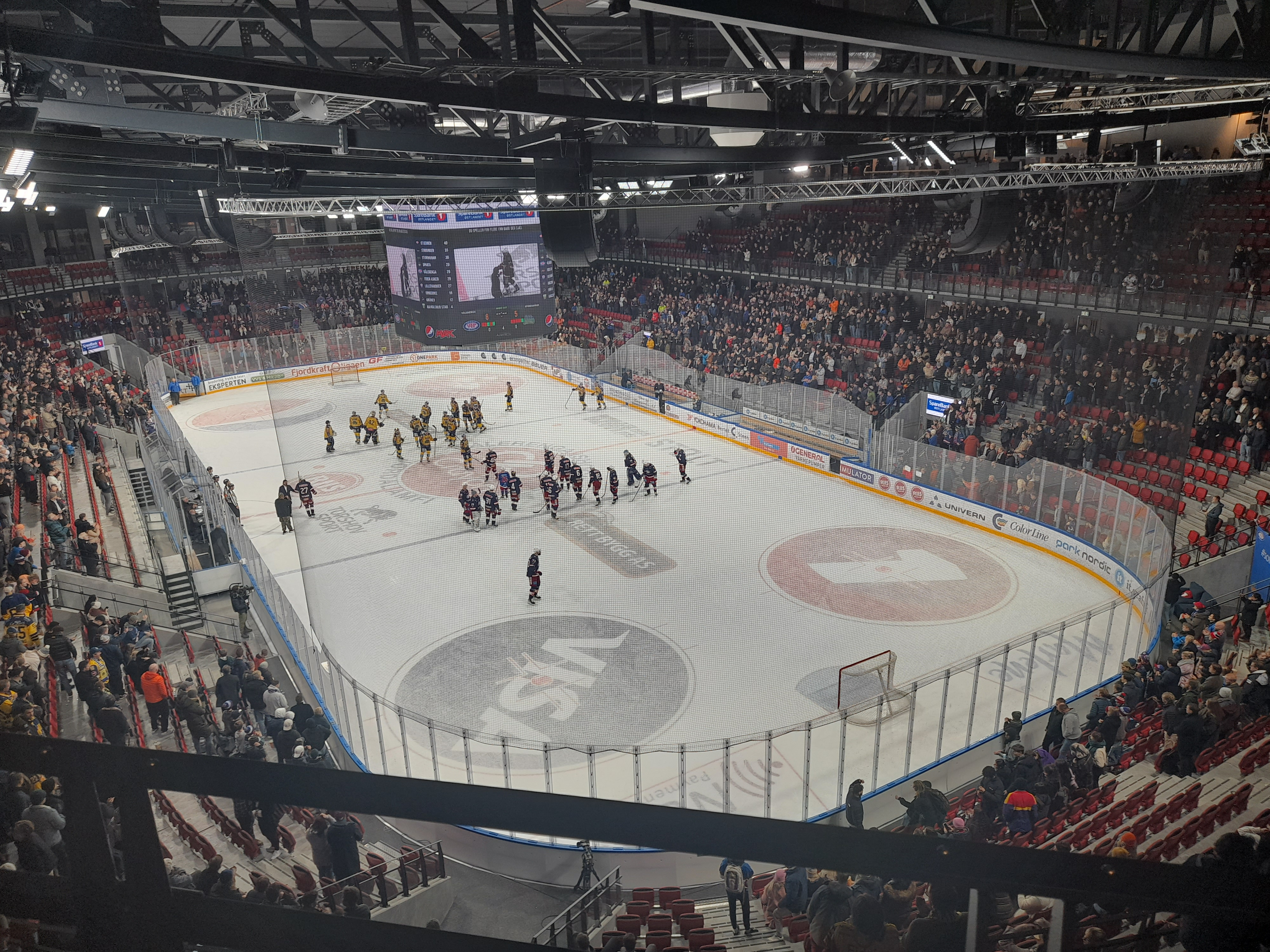
Partie des 17. Spieltags der Fjordkraftligaen 2021/22 zwischen Vålerenga Ishockey und Storhamar Hockey am 4. November 2021